# Das Piano
Das Piano (Originaltitel The Piano) ist ein Filmdrama aus dem Jahr 1993 von der Regisseurin Jane Campion, die auch das Drehbuch schrieb. Die Hauptrollen spielen Holly Hunter, Harvey Keitel und Sam Neill.
Der Film entwickelte sich zu einem internationalen Erfolg, der mit der Goldenen Palme in Cannes sowie drei Oscars ausgezeichnet wurde. Eine Umfrage der BBC unter 368 Filmexperten aus 84 Ländern wählte ihn 2019 zum besten Film einer Regisseurin.

## Handlung
Die stumme Witwe Ada McGrath ist eine leidenschaftliche Klavierspielerin. Es heißt, sie habe nicht gesprochen, seit sie sechs Jahre alt war, und dass niemand wisse, weshalb – nicht einmal sie selbst. Mit einer Stimme im Voice-over teilt sie jedoch mit, dass sie sich nicht als stumm empfinde, da sie sich über ihr Klavier ausdrücken könne. Ihre neunjährige Tochter Flora kommuniziert mit ihr per Gebärdensprache und fungiert als Dolmetscherin. Mitte des 19. Jahrhunderts verlässt Ada mit Flora und dem Klavier ihre Heimat Schottland, da ihr Vater sie mit dem in der damaligen britischen Kolonie Neuseeland lebenden Alistair Stewart verheiratet hat. Sie hat Stewart nie kennengelernt und weiß nur, dass er sich angeblich nicht an ihrem Stummsein stört.
Nach ihrer Ankunft in Neuseeland muss sie mit ihrer Tochter die erste Nacht am Strand verbringen, da niemand erschienen ist, sie zu empfangen. Am nächsten Morgen wird sie von ihrem zukünftigen Mann Stewart und dessen Bekanntem George Baines abgeholt, den auch eine Gruppe einheimischer Māori begleitet. Im Gegensatz zu Stewart hat sich Baines den Einheimischen angepasst, er spricht die maorische Sprache und trägt ein traditionelles Moko. Stewart ist im ersten Moment enttäuscht von Adas Anblick, der nicht seinen Erwartungen entspricht. Er äußert Baines gegenüber, dass sie verkümmert aussehe, worauf Baines antwortet, er finde, sie wirke nur müde. Das geliebte Klavier muss gegen ihren Willen am Strand zurückbleiben, weil es zu schwer ist, um gleich mitgenommen werden zu können. Da Stewart in dem Instrument zudem keinen praktischen Zweck erkennt, ist er auch nicht gewillt, es später vom Strand holen zu lassen, und so verbleibt es dort.
In ihrer Not ritzt Ada die exakte Tastenanordnung eines Klaviers in eine Tischplatte und imitiert darauf zu Floras Gesang die Klavierbegleitung. Das veranlasst Stewart, an ihrem geistigen Gesundheitszustand zu zweifeln. Seinen Versuchen, ihre Zuneigung und Zuwendung zu gewinnen, entzieht sie sich.
Um ihr Klavier wiederzusehen, bittet Ada den benachbarten Baines, sie und Flora an den Strand zu führen. Erst nach einiger Zeit willigt er ein, und Ada kann so am Strand auf ihrem Klavier spielen. Baines erkennt, augenscheinlich fasziniert von Adas hingebungsvollem Spiel, wie wichtig ihr das Klavier ist, und erwirbt es wenig später von Stewart im Tausch gegen ein Stück Land. Er lässt es vom Strand holen, stimmen und erbittet bei Stewart Klavierunterricht durch Ada. Diese weigert sich zunächst, da sie Baines, der nicht lesen kann, für dumm und ungebildet hält. Wütend beklagt sie sich, dass das Klavier doch eigentlich ihr gehöre. Ihr Ehemann zwingt sie aber dazu, damit ihm das begehrte Stück Land nicht entgeht. Baines will allerdings gar nicht selbst Klavier spielen, sondern nur Ada zuhören und zusehen, um ihr nahe zu sein. Er schlägt ihr ein Tauschgeschäft vor: Gegen gewisse Gefälligkeiten könne sie ihr Klavier zurückerhalten. Für jeden Besuch werde sie eine Taste ihres Klaviers symbolisch wiedererwerben. Sie willigt widerstrebend ein. Von Unterrichtsstunde zu Unterrichtsstunde erkauft sich Baines nun eine immer größere körperliche Nähe, für die Ada immer mehr Tasten des Klaviers aushandelt.
Derweil laufen in der örtlichen christlichen Missionsstation die Vorbereitungen für einen Theaterabend, bei dem unter anderem auch eine Version des schaurigen Märchens vom Blaubart aufgeführt werden soll. Sie schließt eine Szene ein, in der im Stil eines Schattenspiels Blaubart seiner jungen Ehefrau mit einer Axt in die Hand hackt, nachdem sie seinem Verbot zum Trotz die Kammer aufgeschlossen hat, in der seine von ihm ermordeten vorangegangenen Ehefrauen liegen. Während des Theaterabends möchte sich Baines neben Ada auf einen der Zuschauerplätze setzen, doch sie verweigert ihm dies energisch und ignoriert ihn. Stattdessen lässt sie zu, dass Stewart ihre Hand hält und Baines das eifersüchtig beobachtet. Baines verlässt zu Adas Triumph den Raum.
Bald nach diesem Abend gibt Baines Ada das Piano vorzeitig zurück, da er inzwischen ein schlechtes Gewissen hat und sie nicht zu einer Hure machen will. Er möchte, dass Ada ihn gern hat und freiwillig zu ihm kommt, aber da sie das nicht tue, wolle er ihr seine Zuneigung nicht länger aufzwingen. Ada hat nun ihr Piano wieder, fühlt sich aber zu ihrer eigenen Verwunderung trotzdem nicht glücklich. Sie vermisst Baines und sucht ihn erneut auf. Er sagt ihr, dass er ihretwegen leide. Wenn sie ohne Gefühle für ihn gekommen sei, solle sie wieder verschwinden. Ada weigert sich mehrmals zu gehen, bis Baines die Geduld verliert und sie verärgert vor die Tür weist. Sie ohrfeigt ihn, gibt ihm zu verstehen, dass sie ebenfalls Gefühle habe, und beide schlafen miteinander. Stewart beobachtet das Paar dabei heimlich. Ihm hat sich Ada bisher nie hingegeben und er hatte gehofft, dass sie mit der Zeit „zutraulicher“ werden würde, wie er es nennt.
Stewart passt Ada am nächsten Tag auf dem Weg zu Baines im Wald ab, küsst sie, reißt sie zu Boden und bedrängt sie immer heftiger. Als ihre Tochter nach ihr ruft, lässt er jedoch wieder von ihr ab. In der Folge sperrt er Ada in ihrem Zimmer ein, verriegelt die Tür und vernagelt die Fenster. Von der Nachbarin Tante Morag hören sie, dass Baines verändert erscheine und nun vorhabe, in Kürze fortzuziehen. Diese Nachricht versetzt Ada in Unruhe.
Aus Sehnsucht nach Baines kommt Ada mehrmals nachts zu Stewart ins Schlafzimmer und streichelt ihn, der sich nun Hoffnungen macht. Sie lässt jedoch ihrerseits nie eine Berührung durch Stewart zu, obwohl der sie gerne berühren möchte und ihre Hände schließlich beiseiteschiebt. Er sagt, er habe beschlossen, ihr zu vertrauen, und sperrt sie nicht weiter ein. Sie verspricht ihm auf sein Drängen hin, Baines nicht mehr zu besuchen.
Sobald Stewart aber wieder fern dem Haus in der Wildnis arbeitet, entnimmt sie eine Taste des Klaviers und schreibt darauf „Dear George you have my heart“ (Lieber George, dir gehört mein Herz). Die Taste verpackt sie und schickt Flora, diese Baines zu überbringen. Flora weiß, dass sie Baines nicht mehr besuchen sollen, und weigert sich. Aber Ada besteht darauf, so dass Flora widerwillig loszieht. Außer Sichtweite eilt sie jedoch zu Stewart, der im Zorn zurückkehrt und mit seiner Axt erst eine tiefe Kerbe in das Klavier schlägt, dann Ada den rechten Zeigefinger abhackt. Die verstörte Flora muss statt der Taste Adas Finger zu Baines bringen und soll ihm mitteilen, dass Stewart Ada noch mehr Finger abhacken werde, sollte Baines sich weiter mit Ada treffen.
Während Ada in Fieberträumen liegt und Stewart sie pflegt, versucht er seine Tat vor ihr zu rechtfertigen und behauptet, ihr lediglich „die Flügel gestutzt“ zu haben. Als er ihre Decken lüftet, um ihrem erhitzten Körper Kühlung zu verschaffen, veranlasst ihn der Anblick ihrer nackten Beine zu einem erneuten Vergewaltigungsversuch. Da sie in dem Moment zufällig die Augen öffnet und ihn scheinbar direkt anschaut, lässt er wieder von ihr ab und hat gleich darauf das Gefühl, Worte von ihr zu vernehmen. In einem Zustand der Verwirrung dringt er nachts in Baines’ Haus ein, hält diesem ein Gewehr an den Kopf und versucht, Herr der Lage zu werden. Er spricht von Adas Stimme in seinem Kopf, die ihn gebeten habe, sie und Baines gehen zu lassen. Er gibt an, wieder der Mann sein zu wollen, der er vorher war, und fordert Baines auf, mit Ada fortzugehen.
Ada, Baines und Flora verlassen den Ort per Boot. Das Klavier ist mit an Bord. Ada verlangt überraschend, es ins Meer zu werfen, da es befleckt sei. Also wird es über Bord gestoßen. Ada setzt ihren Fuß in die am Boden liegende Seilrolle, an der das Klavier befestigt ist; wohlwissend, dass sie dadurch mit hinunter in die Tiefe gezogen werden wird. Sie geht über Bord und entscheidet sich erst im letzten Moment doch für das Leben, befreit sich vom Seil und rettet sich an die Wasseroberfläche.
Baines, Ada und Flora leben nun gemeinsam in Nelson auf der Südinsel Neuseelands. Ada arbeitet als Klavierlehrerin und trägt einen silbernen Ersatzfinger, den ihr Baines angefertigt hat. Langsam beginnt sie, sprechen zu lernen. Nachts denkt sie manchmal an ihr Klavier am Grunde des Meeres und sieht sich, an das versunkene Klavier gebunden, in völliger Stille im Ozean schweben. Sie selbst hat sich gegen die Stille und für das Leben entschieden. Der Film endet mit einer Strophe aus dem Gedicht Silence von Thomas Hood: „There is a silence where hath been no sound. There is a silence where no sound may be in the cold grave under the deep deep sea“ (deutsch „Es gibt eine Stille, wo kein Geräusch sein kann. Im kalten Grab, unter dem tiefen, tiefen Meer“).

## Hintergrund

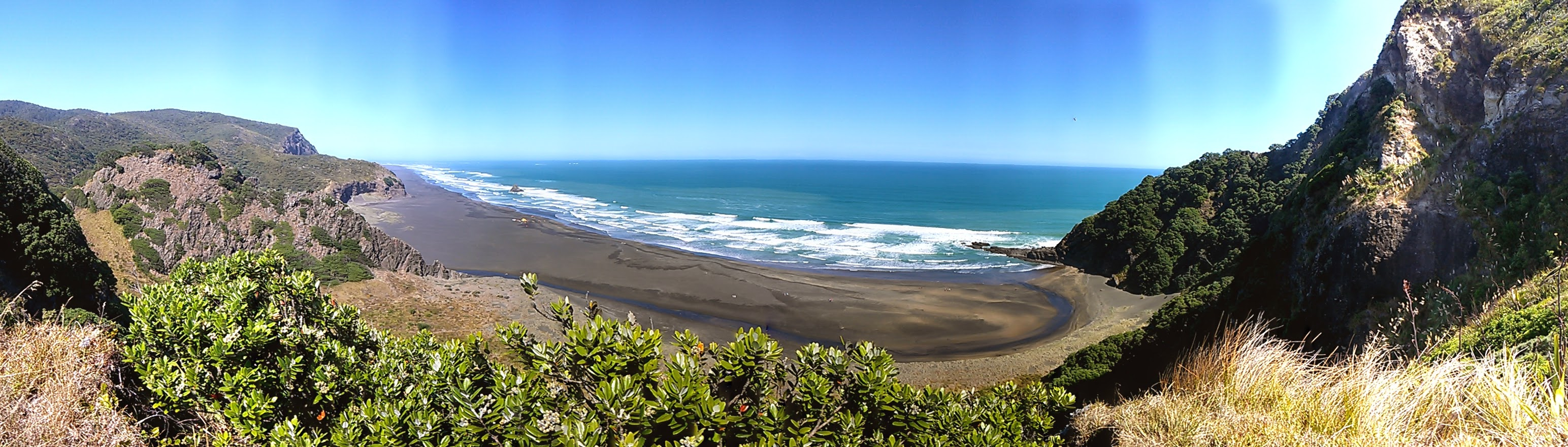
Der Strand von Karekare: Einer der Drehorte des Films

Jane Campion begann bereits 1984 mit der Arbeit am Skript von Das Piano, als sie noch keinen Film als Regisseurin gemacht hatte. Obwohl sie damals bereits in Sydney lebte, faszinierte sie die koloniale Vergangenheit ihrer Heimat Neuseeland: „Anders als die Ureinwohner, die Maori, die sehr zu ihrer Geschichte stehen, scheinen wir entweder keine Geschichte oder zumindest nicht dieselbe Tradition zu haben“. Ihre Vorfahren seien Pākehā, englische Siedler, „Leute wie Ada, Stewart oder Baines, die es nach Neuseeland verschlagen hat“. Mit ihrem Drehbuch kam Campion auf die Produzentin Jan Chapman zu, die bereits Campions Fernsehfilm Two Friends von 1985 produziert hatte. Gemeinsam mit Chapman und dem Drehbuchautor Billy MacKinnon überarbeitete Campion ihr Drehbuch in der Folgezeit.
Als versierte Klavierspielerin konnte Schauspielerin Holly Hunter die Stücke im Film selbst spielen. Sie brachte Anna Paquin, ihrer Tochter im Film, ebenfalls die Zeichensprache bei. Hunter wurde ausgewählt, nachdem sie bei den Probeaufnahmen mit ihren Blicken überzeugt hatte – zunächst hatte Campion nach eigenen Angaben eher eine „starke, dunkle, etwas unheimliche Schönheit wie eine Frida Kahlo“ im Auge gehabt und kannte Hunter nur aus gänzlich anderen Rollen wie in der Komödie Nachrichtenfieber. Ihren Landsmann Sam Neill hatte sie bereits beim Schreiben des Drehbuchs für die Rolle von Stewart im Kopf gehabt, wobei Campion ihn ermutigte, die Figur des Stewart nicht nur als Erzschurken zu sehen, sondern auch als „Mann seiner Zeit“ mit entsprechenden Verhaltensweisen. Hollywood-Star Harvey Keitel sagte dem Filmprojekt nach einem Treffen mit Campion und Chapman in Los Angeles zu, während Anna Paquin für die Rolle der Flora nach einer landesweiten Suche und der Auswertung ganzer Stapeln von Probeaufnahmen gefunden wurde.
Die Suche nach Geldgebern für Das Piano gestaltete sich langwierig, schließlich bot die französische Filmfirma CIBY 2000 die komplette Finanzierung an. Campion fühlte sich mit der Firma wohl, da diese bereits zuvor mit anderen Autorenfilmern wie David Lynch und Pedro Almodóvar zusammengearbeitet und diesen größere künstlerische Freiräume gelassen hatte. Die Dreharbeiten fanden von Mai 1992 bis Juli 1992 in Neuseeland statt. Die Produktionskosten wurden auf rund 7 Millionen US-Dollar geschätzt. Die Filmmusik wurde in München unter der Leitung von Michael Nyman von Mitgliedern der Münchner Philharmoniker eingespielt. Nyman ließ sich von Musikthemen aus der schottischen Folklore inspirieren, da die Figur der Ada Schottin ist, und betonte die Bedeutung der Klaviermusik im Film: „Da Ada nicht sprechen kann, kommt der Klaviermusik eine weitaus wichtigere als ihre übliche expressive Funktion zu – sie wird zum Ersatz ihrer Stimme. Der Klang des Klaviers wird zum Ausdruck ihres Charakters, ihrer Stimmungen, ihrer Mimik, ihrer unausgesprochenen Dialoge.“
Kinostart in Frankreich war am 19. Mai 1993, in Australien am 5. August 1993 und in Deutschland am 12. August 1993. Der Film spielte in den Kinos der Vereinigten Staaten rund 40 Millionen US-Dollar ein.

## Synchronisation
Die deutsche Synchronfassung entstand bei Hermes Synchron in Potsdam.
| Rolle                       | Darsteller      | Synchronsprecher |
| --------------------------- | --------------- | ---------------- |
| Ada McGrath                 | Holly Hunter    | Marina Krogull   |
| George Baines               | Harvey Keitel   | Joachim Kerzel   |
| Alistair Stewart            | Sam Neill       | Wolfgang Condrus |
| Flora McGrath               | Anna Paquin     | Catrin Dams      |
| Nessie, Tante Morags Nichte | Geneviève Lemon | Joseline Gassen  |
| Pfarrer                     | Ian Mune        | Detlef Bierstedt |

## Kritiken
- Blickpunkt:Film: „Mit ihrem dritten Kinofilm gelang der Neuseeländerin Jane Campion ein poetisches Meisterwerk, das zurecht mit zwei Preisen in Cannes ausgezeichnet wurde. Im tiefen, in dunkle Blau- und Grün-Töne getauchten Urwald entspinnt sich ein komplexes erotisches Dreiecksspiel, das stets subtil und fragil bleibt.“
- film-dienst 16/1993: „In grandiosen (Sinn-)Bildern erzählte Parabel über die Selbstbefreiung und -findung einer Frau durch eine verbotene Liebesbeziehung. Vor allem die hervorragenden Schauspieler verleihen der Beschreibung des Prozesses Intensität, Dichte und Intimität.“[15]

## Auszeichnungen
Jane Campion erhielt beim Filmfestival von Cannes 1993 die Goldene Palme und Holly Hunter eine Auszeichnung als Beste Schauspielerin. In der anschließenden Filmpreis-Saison wurde der Film vielfach berücksichtigt.
Bei der Oscarverleihung 1994 gewann der Film in drei Kategorien einen Oscar: Holly Hunter in der Kategorie Beste Hauptdarstellerin, Anna Paquin in der Kategorie Beste Nebendarstellerin und Jane Campion in der Kategorie Bestes Originaldrehbuch. In fünf weiteren Kategorien war der Film für einen Oscar nominiert: Jan Chapman in der Kategorie Bester Film, Jane Campion in der Kategorie Beste Regie, Veronika Jenet in der Kategorie Bester Schnitt, Stuart Dryburgh in der Kategorie Beste Kamera und Janet Patterson in der Kategorie Beste Kostüme.
Holly Hunter gewann 1994 einen Golden Globe Award als Beste Hauptdarstellerin in einem Drama. Der Film war darüber hinaus in fünf weiteren Kategorien nominiert. Zehnfach nominiert gewann der Film 1994 bei den British Academy Film Awards in drei Kategorien einen Preis: Beste Hauptdarstellerin (Holly Hunter), Beste Kostüme und Bestes Szenenbild. 1994 wurde der Film als Bester ausländischer Film mit dem französischen Filmpreis César ausgezeichnet. Bei den Australian Film Institute Awards im Jahr 1993 gewann er elf bei insgesamt dreizehn Nominierungen.
2019 wurde Das Piano in einer Umfrage der BBC unter 368 Filmexperten aus 84 Ländern auf Platz 1 der 100 besten Filme gewählt, bei denen Frauen die Regie führten. Fast 10 % der befragten Experten hatten Das Piano auf die Spitzenposition ihrer persönlichen Liste gesetzt.